# Google Code
Google Code je uradna spletna stran podjetja Google, ki je namenjena
predvsem tistim, ki se ukvarjajo z razvijanjem informacijskih
rešitev. Vsebino sestavljajo razni Googleovi aplikacijsko programljivi vmesniki
(API - Application programming interface), Googleova razvojna orodja ter ogromna količina
tehniške dokumentacije. Vsako orodje (API) spremlja tudi podrobna dokumentacija, članki, vključeni pa so 
tudi primeri uporabe tega orodja s pogostimi vprašanji (FAQ) ter forumom, ki je namenjen izmenjavi izkušenj med uporabniki.
Tako lahko na tej spletni strani najdemo te aplikacijsko programljive vmesnike skoraj za vse najbolj
priljubljene Googleove izdelke kot so YouTube, Google Maps, Google Earth in drugi.

## Google App Engine
Je del projekta Google Code, ki nudi orodja izključno za razvijanje spletnih aplikacij
(web apps). Omogoča hiter razvoj ter gostovanje spletnih aplikacij na infrastrukturi podjetja, kar pomeni, da ni potrebno skrbeti 
za varnostne kopije, sej za to Google posrkbi kar sam. Preko sistema za upravljanje je mogoče kadarkoli onemogočiti,
izbrisati ali dodati spletno aplikacijo, vendar je maksimalno število le-teh za posameznega uporabnika 10. 
Trenutno Google App Engine podpira dve aplikacijski okolji: Java ter Python, spletne predloge pa lahko vsebujejo tudi HTML, JavaScript ter AJAX.

## Google App Engine za podjetja (Google App Engine for Business)
Je novost pri Google-u in služi za razvoj poslovnih aplikacij, ki podobno kot pri orodju Google App Engine, tečejo na Google-ovih sistemih, le da proti plačilu ponujajo še večjo fleksibilnost in veliko večjo zanesljivost. Trenutno je orodje še v fazi razvoja, razvijalci pa obljubljajo še dodatne funkcionalnosti (gostovanje SQL baz, SSL enkripcijo in dostop do naprednih Google-ovih storitev). 

## Razvojna orodja

### Project hosting
Na voljo je tudi brezplačno gostovanje odprtokodnih projektov (do 2 gigabajta), v katero je vključena tudi podpora za nadzor revizij (Subversion ter Mercurial). Objavljen projekt, ki ni odprtokoden, bo odstranjen s strani Google-a.
Integrirano orodje omogoča brskanje in hiter pregled prispevkov izvorne kode, ima pa tudi možnost ustvarjanja dokumentacije s pomočjo orodja Wiki. Vsako datoteko, ki je del določenega projekta, lahko prenesete tudi na računalnik. Vsak uporabnik lahko ima aktivnih največ 25 projektov.
Vsak uporabnik ima možnost iskanja po že obstoječih projektih, prebiranja dokumentacije, brskanje po izvorni kodi, pregled verzij izvorne kode in interakcije z ostalimi uporabniki ali razvijalci določenega projekta (objava hroščev, predlogov, idej,...)

### Google Web Toolkit
Je skupina razvojnih orodij, ki uporabniku omogočajo razvoj visoko zmogljivih odjemalec-strežnik aplikacij, ki tečejo v brskalniku. 
Del Google Web Toolkita so: GWT SDK, Speed Tracer, vtičnik za Eclipse ter GWT Designer. 
Orodja omogočajo razvoj AJAX aplikacij v programskem jeziku Java ter prevod v visoko optimizirano JavaScript kodo, ki teče v brskalniku na računalniku ter tudi na mobilnih napravah z nameščenim operacijskim sistemom Android ter na iPhone-ih.